# Clorotepine
Clorotepine (INN; thương hiệu Clotepin, Clopiben), còn được gọi là octoclothepin hoặc octoclothepine, là một thuốc chống loạn thần của tricyclic nhóm đó được bắt nguồn từ perathiepin vào năm 1965 và đưa ra thị trường trong Cộng hòa Séc bởi Spofa trong hoặc xung quanh 1971 để điều trị tâm thần phân liệt rối loạn tâm thần.
Clorotepine được biết là có ái lực cao với các thụ thể dopamine D 1, D 2, D 3, và D4, serotonin 5-HT 2A, 5-HT 2B, 5-HT 2C, 5-HT 6, và thụ thể 5-HT 7, các α 1A -, α <sub id="mwSg">1B</sub> -, và α 1D -adrenergic Các thụ thể, và các thụ thể histamine H 1, nơi nó đã được xác nhận là hoạt động như một chất đối kháng (hoặc chất chủ vận đảo ngược) tại hầu hết các vị trí (và có khả năng là như vậy dựa trên cấu trúc mối quan hệ hoạt động), và nó cũng ngăn chặn sự tái hấp thu của norepinephrine thông qua sự ức chế chất vận chuyển norepinephrine.
Do hoạt động rất mạnh của nó ở thụ thể D2, cùng với tefludazine, clorotepine đã được sử dụng làm cơ sở để phát triển dược điển 3 chiều (3D) cho thuốc đối kháng thụ thể D2.